# Mauritiusi gyümölcsgalamb
A mauritiusi gyümölcsgalamb (Alectroenas nitidissima) a madarak osztályának galambalakúak (Columbiformes) rendjébe és a galambfélék (Columbidae) családjába és a gyümölcsgalambformák (Treroninae) alcsaládjába tartozó faj.

## Előfordulása
Mauritius szigetén volt őshonos. Kihalását a vadászat, a patkányok és a makákók okozhatták. Utolsó példányát az 1930-as években látták, ezen időszakra tehető a kihalása is.

## Megjelenése
Testhossza 30 centiméter, szárnyai fesztávolsága 20 cm volt. Tollazata kék és piros, nyakán és fején pedig fehér színű volt.